# Châtaigne d'eau chinoise
Eleocharis dulcis
Pour les articles homonymes, voir Châtaigne d'eau.
Variété
Classification phylogénétique

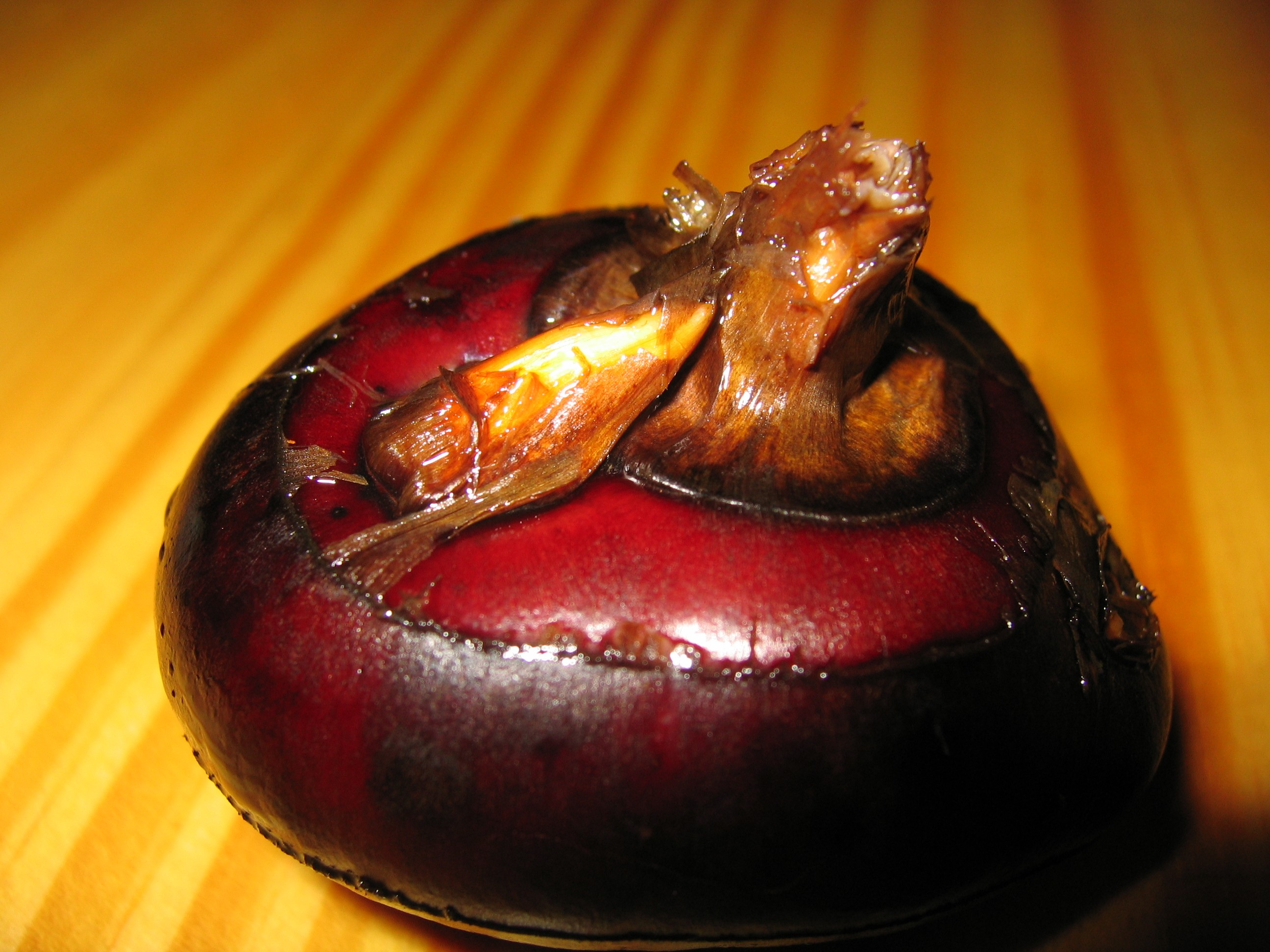
Châtaigne d'eau chinoise, bulbe.

La châtaigne d'eau (Eleocharis dulcis) ou châtaigne d'eau chinoise (en chinois 马蹄 pinyin mǎtí) est une plante aquatique qui appartient à la famille des Carex (famille des Cyperaceae). Elle tient son nom vernaculaire de la ressemblance de son bulbe avec le fruit du châtaignier. En revanche, elle ne doit pas être confondue avec deux autres plantes aquatiques comestibles de la famille des Trapaceae, également désignées comme châtaignes d'eau  : la mâcre nageante et la mâcre bicorne.

## Description
La châtaigne d'eau est une plante aquatique vivace. Elle présente quatre à six turions érigés, qui peuvent atteindre une hauteur de 1,5 mètre. Ils sont de forme foliacée, cylindrique et d'un diamètre de 3 à 7 mm. Les feuilles sont réduites à trois ou quatre folioles basales, de couleur brune ou noire. Les petites fleurs sont situées à l'extrémité des turions, dans des écailles cylindriques qui se chevauchent, de 1,5 à 4 cm de long et 6 à 7 mm de large. Les fruits sont des noix. Les racines sont des rhizomes filiformes, terminés à leur extrémité par des tubercules souterrains de 2,5 à 4 cm. L'intérieur de ces bulbes est blanc, avec une teneur en eau de 80 %, et ils sont entourés d'une peau écailleuse de 0,75 mm d'épaisseur. Sur ces tubercules se trouvent des bourgeons coniques,.
Certains oiseaux aquatiques, tels le canaroie semipalmé (Anseranas semipalmata) consomment les bulbes.

## Utilisation
La châtaigne d'eau se prête à la cuisine et ne perd pas sa consistance croustillante même après une cuisson prolongée. Sa chair blanche a un goût sucré. Elle est pelée comme une pomme. Elle entre dans la composition de nombreux plats de la cuisine asiatique, mais peut également être consommée crue. Avec la prudence qui s'impose toutefois dans ce dernier cas, étant donné que la surface de la châtaigne d'eau est susceptible d'héberger la grande douve de l'intestin (Fasciolopsis buski parasite de l'homme et du porc) sous la forme de métacercaires infectieux enkystés.
L'amidon extrait des bulbes secs de la châtaigne d'eau est utilisé en Chine pour élaborer une boisson sucrée, tandis que la paille de la plante est tissée en nattes, paniers et chapeaux.

## Culture
Cette plante aquatique est essentiellement cultivée dans les eaux stagnantes en Thaïlande, en Chine du Sud, à Taïwan, au Japon, aux Philippines et en Inde. La culture en dehors de ces zones se révèle extrêmement délicate, car la châtaigne d'eau a besoin d'une photopériode bien précise, qui n'existe qu'à proximité de l'équateur. Autrement les rendements chutent à un niveau tel qu'ils disqualifient cette culture à une fin alimentaire. La châtaigne d'eau est aussi cultivée au sud-est et au sud-ouest de l'Australie, où elle est disponible comme produit frais de juin à novembre. En dehors de cette période, on la trouve congelée ou en conserve.
La production mondiale a connu un important recul au cours des années 90. Ainsi il s'en récoltait 1600 tonnes en 1984 au Japon, et plus que 1200 en 1992. À Taïwan ce chiffre est passé de 1200 en 1992 à 860 en 1995. En 1997, la production australienne était d'environ 20 tonnes.

## Capacités de bioaccumulation
À l'occasion d'une prolifération d’Eleocharis dulcis dans un bassin de lagunage industriel, visant à épurer des effluents de la mine d'uranium Ranger (Australie), une étude publiée en 2004 a montré que cette plante se montre capable de fortement bioaccumuler certains contaminants, dont l'uranium présent dans l'eau, au point de la considérer comme plante utile pour la phytoépuration de ce métal qui retrouvé en « quantités importantes » dans les racines et « relativement peu » dans les tiges ) ce qui limite les risques de rediffusion rapide de l'uranium dans l'environnement par des herbivores. Cette capacité a été confirmée et mieux comprise à la suite de cultures en microcosme en milieu contaminé contrôlé. On y a montré que c'est dans la colonne d'eau plutôt que dans les sédiments que E. dulcis prélevait l'uranium qu'elle bioaccumule via une translocation vers les racines et rhizomes. Ce processus d'accumulation par translocation « basipète » (vers les racines) est cependant lent, ne commençant (en microcosme) qu'après environ un mois d'exposition.